# Juan Pablo Caffa
Juan Pablo Caffa (Murphy, 30 settembre 1984) è un ex calciatore argentino, di ruolo centrocampista.
Possiede il passaporto italiano.